# Othmar Meißl
Othmar Meißl (* 15. Oktober 1917 in Hartberg; † 4. Mai 2008 in Feldbach) war ein österreichischer Politiker (FPÖ) und Kaufmann. Er war von 1964 bis 1979 Abgeordneter zum Nationalrat.

## Biografie
Meißl besuchte nach der Pflichtschule eine kaufmännische Berufsschule und arbeitete ab 1947 als Kaufmann in Feldbach, wobei er ein Lederfachgeschäft am Torplatz betrieb. Er wurde 1960 in den Gemeinderat von Feldbach gewählt, dem er bis 1975 angehörte. Meißl hatte dabei zwischen 1960 und 1975 die Funktion des FPÖ-Fraktionsführers inne und fungierte zwischen 1970 und 1975 als 2. Vizebürgermeister. Daneben vertrat er die FPÖ zwischen dem 27. April 1964 und dem 4. Juni 1979 im Nationalrat, in den 1980er-Jahren war er erneut Mitglied des Feldbacher Gemeinderats.

## Auszeichnungen
- Dankplakette der Stadt Feldbach (1979)
- Ehrenring der Stadt Feldbach (1998)
- Ehrenbürgerschaft der Stadt Feldbach (2004)